# Asbach-Bäumenheim
Asbach-Bäumenheim település Németországban, azon belül Bajorországban. Lakosainak száma 4812 fő (2023. december 31.).

## Népesség
A település népessége az elmúlt években az alábbi módon változott:
| Lakosok száma | 665  | 3408 | 3830 | 3747 | 4364 | 4448 | 4594 | 4699 | 4772 | 4812 |
|               | 1875 | 1950 | 1975 | 1987 | 2012 | 2014 | 2016 | 2017 | 2021 | 2023 |